# Mohamed Zerbout
Mohamed Zerbout, né à la Casbah d'Alger le 10 février 1936 et mort le 23 avril 1983, est un chanteur algérien de chaâbi.

## Biographie
Ayant pour origine Sidi Daoud près de Dellys (Wilaya de Boumerdès), Mohamed Zerbout est né le 10 février 1936 dans le quartier de Zoudj Ayoun (Basse Casbah). Très jeune, il s'intéresse à la musique châabi. À l'âge de 12 ans, il fréquente assidûment les fêtes animées par certains chouyoukh. Il finit par se lier amitié avec Khelifa Belkacem qui le prend avec lui comme drabki, percussionniste, jusqu'à sa tragique disparition en 1951. Il se met au mandole dont la maîtrise lui permet d'intégrer l'orchestre d'El Hadj M'Hamed El Anka. Très vite, le public commence à s'intéresser à lui en tant qu'interprète au point qu'il est sollicité pour animer des fêtes de mariage.
Sa façon de chanter ne laisse pas indifférent les maisons d'édition qui lui proposent, à l'âge de 25 ans, la production de plusieurs disques. Il enregistre de nombreuses chansons tirées du patrimoine telles que : « Nebki ma fad abkaya et moulet esself etouil » et chansonnettes composées par Lahbib Hachlaf et Haddad El Djillali dont « Aêlache rani mahmoum » et « alefkih ». En 1955, il se produit pour la première fois à l'Opéra d'Alger, lors d'une reprise de la comédie satirique « Mariés par téléphone ». En 1958, il enregistre une dizaine de disques de 78 tours. Parmi les chansons retenues, il y a lieu de citer « El maknassia », « Saqi baqi », « Meneghirek ya Dzaïer »— l'interprétation en arabe de la chanson originelle kabyle de Youcef Abjaoui « Chailellah ya ldzaïer », ode à Alger — et surtout « Chehilet laêyani » composée par Abdelhakim Garami, une adaptation de Quizás, quizás, quizás, succès qui continue d'être, à ce jour, reprise par de nombreux chanteurs de renom, dont Cheb Mami.
À l'indépendance du pays, Mohamed Zerbout fait partie de la génération de crooners algériens exilés en France, où il vit en se produisant dans des boîtes de nuit avant de rejoindre Dahmane El Harrachi avec qui il reprend son premier instrument, la darbouka.
En 1970, il rentre au pays et s'installe chez sa mère dans le quartier de Bab El Oued où il sera confronté au douloureux problème du chômage. Des amis lui apportèrent de l'aide en lui procurant quelques soirées de mariage, mais qui s'avèrent insuffisantes pour pouvoir renouer avec son ancien public. Cette situation le pousse, quelques années après, à quitter, une fois de plus, Alger pour s'établir à Hassi Messaoud où il enseigne la musique. Après deux ans d'absence, il regagne la capitale. Il enregistre son dernier disque de 33 tours sous la houlette de Mahboub Bati.
Au terme d'une longue maladie due à un cancer de la gorge, il succombe le 23 avril 1983 à l'âge de 47 ans dans le dénuement et l'anonymat ; il est enterré au cimetière El Kettar.